# Магнітогорський металургійний комбінат

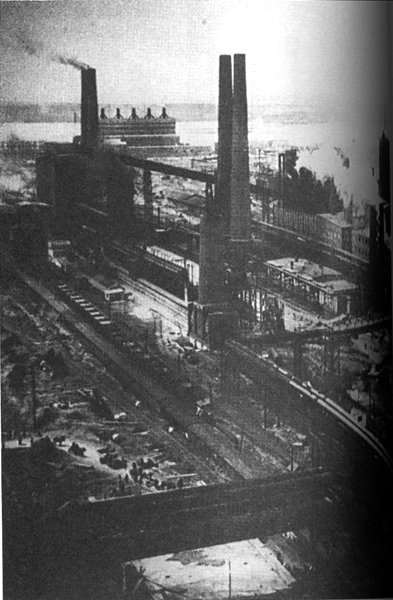
ММК в 1930-х роках

Магнітого́рський металургі́йний комбіна́т (ММК; рос. Магнитогорский металлургический комбинат) — найбільший у Росії металургійний комбінат.

## Історія
Комбінат збудовано в 1929–1934 роках у місті Магнітогорськ Челябінської області. Виробляє чавун, сталь, сортовий і листовий прокат, білу бляху, кокс, продукти коксохімії. Комбінат був дещо збільшеним варіантом заводу Гері корпорації United States Steel в місті Гері штату Індіана. Основні проектні роботи виконала американська компанія Clearing Machine Corporation , що поставила вісім найбільших металургійних печей, німецька AEG, що монтувала електростанцію з 50-мегаватною турбіною, компанії німецька Krupp&Reismann і англійська Traylor, що налагоджували устаткування металургійне і гірничодобувне. На будівництві та монтажі устаткування було задіяно до 800 спеціалістів з США, Німеччини, Англії, Італії, Австрії.
Комбінат нагороджено орденами Леніна (1943, 1971), Трудового Червоного Прапора (1945), Жовтневої Революції (1982).